# Kiss This
Kiss This — альбом-компиляция британской панк-группы Sex Pistols, вышедший в 1992 году, и открывший, после 12-летнего перерыва, второй период официальной дискографии группы.

## Об альбоме
Kiss This первый диск группы, к выпуску которого не имеет отношения её продюсер и создатель Малькольм Макларен. Альбом первый из изданных сборников Sex Pistols, в который вошли все двенадцать композиций с единственного студийного альбома группы — Never Mind the Bollocks, Here’s the Sex Pistols. Также в него вошли ранее изданная только на сингле 1977 года песня «Satellite»; синглы «Did You No Wrong» и «No Fun», в 1980 г. уже включённые в предыдущий сборник Flogging a Dead Horse; 5 композиций с саундтрека к фильму The Great Rock ‛n’ Roll Swindle. Версия песни «Silly Thing» отличается от изданной ранее на The Great Rock ‛n’ Roll Swindle и Flogging a Dead Horse, и содержит вокал Стива Джонса, а также другую концовку текста: «Can you ever depend, On someone you call a friend, When you see their naked eyes, You don’t even ask them why, You don’t even ask them why». Композиции с саундтрека The Great Rock ‛n’ Roll Swindle не включают явно экспериментальные вещи (интермедии, оркестровые версии и т. д.), поэтому в целом сборник можно назвать выдержанным в единой стилистической манере.
Буклет оригинального издания на компакт-дисках представляет собой сложенный в несколько раз постер формата 36x36 см, одна сторона которого — коллаж фотографий Sex Pistols конца 70-х годов, другая сторона — комментарии участников группы (в данном случае — Джон Лайдон, Пол Кук, Стив Джонс, Глен Мэтлок) к истории написания всех песен альбома и некоторые воспоминания из жизни группы.
Первый тираж сборника содержал бонусный CD с записью 9 песен концерта в Тронхейме 21 июля 1977 года.

## Список композиций
Длительность песен и их название приведены так, как они указаны на самом диске.
1. «Anarchy in the U.K.» — 3:32
2. «God Save the Queen» — 3:18
3. «Pretty Vacant» — 3:15
4. «Holidays in the Sun» — 3:19
5. «I Wanna Be Me» — 3:03
6. «Did You No Wrong» — 3:09
7. «No Fun» — 6:20
8. «Satellite» — 3:58
9. «Don’t Give Me No Lip, Child»— 3:27
10. «(I’m Not Your) Stepping Stone»— 3:06
11. «Bodies» — 3:01
12. «No Feelings» — 2:48
13. «Liar» — 2:39
14. «Problems» — 4:09
15. «Seventeen» — 2:01
16. «Submission» — 4:10
17. «New York» — 3:03
18. «EMI (Unlimited Edition)» — 3:09
19. «My Way» — 4:03
20. «Silly Thing» — 2:47

Бонусный CD (вошёл только в первый тираж).
1. «Anarchy in the U.K.»
2. «I Wanna Be Me»
3. «Seventeen»
4. «New York»
5. «EMI (Unlimited Edition)»
6. «No Fun»
7. «No Feelings»
8. «Problems»
9. «God Save the Queen»

## Позиции в хит-парадах и сертификации
| Год  | Хит-парад                         | Высшая позиция | Пребывание в чарте |
| ---- | --------------------------------- | -------------- | ------------------ |
| 1992 | Австралия (ARIA)                  | 40             | 1 неделя           |
| 1992 | Великобритания (UK Albums Chart)  | 10             | 4 недели           |
| 1992 | Швеция (Sverigetopplistan)        | 46             | 1 неделя           |
|      |                                   |                |                    |
| 2004 | Шотландия (Scottish Albums Chart) | 44             | 2 недели           |

| Регион                                                      | Сертификация | Продажи  |
| ----------------------------------------------------------- | ------------ | -------- |
| Великобритания (BPI)                                        | Золотой      | 100 000^ |
| ^ Данные о тиражах приведены только на основе сертификации. |              |          |